# Subin Pinkayan
Subin Pinkayan (Thai: สุบิน ปิ่นขยัน; * 16. Juni 1934 in der Provinz Chiang Mai) ist ein thailändischer Politiker der Sozialen Aktionspartei (SAP), der unter anderem mehrmals Minister war.

## Leben
Subin Pinkayan war in der Abteilung Bauingenieurwesen der Thailändischen Hafenverwaltung tätig und absolvierte ein Studium im Fach Ingenieurwesen an der SEATO Graduate School of Engineering, das er mit einem Master of Science abschloss. Im Anschluss absolvierte er mit einem Stipendium des Außenministeriums von Frankreich ein postgraduales Studium an der Universität Grenoble. Er war danach als Ingenieur für Kanalbau und Wasserwirtschaft tätig und verfasste mehrere Fachbücher. 1983 wurde er zum Mitglied des Repräsentantenhauses (Sapha Phu Thaen Ratsadon Thai) gewählt, des Unterhauses der Nationalversammlung (Ratthasapha Thai). Im darauf folgenden zweiten Kabinett von Ministerpräsident General Prem Tinsulanonda fungierte er vom 30. April 1983 bis zum 5. August 1986 als stellvertretender Finanzminister.
Im Anschluss war Subin vom 11. August 1986 bis zum 3. August 1988 Minister für Universitätsangelegenheiten im dritten Kabinett von Ministerpräsident Prem Tinsulanonda, der 44. Regierung Thailands. In der 45. Regierung, dem ersten Kabinett von Ministerpräsident General Chatichai Choonhavan, übernahm er zunächst am 9. August 1988 den Posten als Handelsminister und hatte diesen bis zu einer Kabinettsumbildung am 26. August 1990 inne, woraufhin Amaret Sila-on seine Nachfolge antrat. Er selbst löste im Rahmen der Kabinettsumbildung vom 26. August 1990 den langjährigen Außenminister Siddhi Savetsila ab. Er hatte dieses Amt jedoch nur wenige Monate bis zum 14. Dezember 1990 inne und wurde daraufhin von Arthit Ourairat abgelöst. Als Handels- sowie als Außenminister war er an der Entspannung der Beziehungen zu den kommunistischen Nachbarländern Kambodscha, Laos und Vietnam beteiligt. Als Handelsminister bot er Unterstützung bei der Ausbildung laotischer Beamter beim Aufbau von Geschäftsbanken an. Als Außenminister kam es zu einer Reorganisation des Ministeriums, bei der verschiedene Arbeitsgruppen, die sich mit Kambodscha-Problemen beschäftigten, aufgelöst wurden. Seine Ernennung zum Außenminister erleichterte den Übergang von Thailands sicherheitsdominierter Indochina-Politik zu einer Politik, die nach Marktchancen in Vietnam suchte, erheblich.
Subin Pinkayan war danach als Unternehmer tätig und engagierte sich auch als Vorsitzender des Kuratoriums des Asian Institute of Technology (AIT). Für seine Verdienste wurde ihm 1988 der Orden der Krone von Thailand sowie 1989 der Weiße Elefantenorden verliehen.

## Veröffentlichungen
- Conditional Probalilities of Occurrence of Wet and Dry Years Over a Large Continental Area, 1966
- An implicit method for tidal rivers, 1970
- Hydrologic study of the Thung Ma Hiu project, 1973

## Hintergrundliteratur
- David D. Oldfield: The Restructuring of Thailand’s Foreign Policy Towards Laos, 1988–1991. Northern Illinois University, 1998